# Episodi di Prima o poi divorzio! (quinta stagione)
La quinta stagione della serie televisiva Prima o poi divorzio! è andata in onda negli Stati Uniti d'America dal 16 febbraio 2005 al 18 maggio 2005 sul canale CBS.
In Italia è andata in onda dal 10 agosto 2006 a luglio 2007 su Italia 1.
| nº | Titolo originale               | Titolo italiano          | Prima TV USA     | Prima TV Italia |
| -- | ------------------------------ | ------------------------ | ---------------- | --------------- |
| 1  | I Wish That I Had Sammy's Girl | Gli insegnamenti di papà | 16 febbraio 2005 | 24 giugno 2007  |
| 2  | Jimmy Has Changed              | Crisi di mezza età       | 23 febbraio 2005 | 24 giugno 2007  |
| 3  | Headshot                       | Colpi di testa           | 2 marzo 2005     | 1º luglio 2007  |
| 4  | High School Reunion            | Rimpatriata scolastica   | 9 marzo 2005     | 1º luglio 2007  |
| 5  | Greg's New Assistant           | La nuova assistente      | 16 marzo 2005    | 8 luglio 2007   |
| 6  | Won't Ask, Won't Tell          | Messo alla prova         | 30 marzo 2005    | 15 luglio 2007  |
| 7  | The New Neighbors              | Vicini di casa           | 6 aprile 2005    | 15 luglio 2007  |
| 8  | Tree Hugger                    | L'albero da salvare      | 13 aprile 2005   | 22 luglio 2007  |
| 9  | Senior Olympics                | Olimpiadi senior         | 20 aprile 2005   | 22 luglio 2007  |
| 10 | A Little Breathing Room        | Un po' di respiro        | 25 aprile 2005   | 29 luglio 2007  |
| 11 | Broken by the Mold             | Distrutto dalla muffa    | 18 maggio 2005   | 29 luglio 2007  |